# Gephyrochromis
Gephyrochromis – rodzaj słodkowodnych ryb okoniokształtnych z rodziny pielęgnicowatych (Cichlidae).

## Występowanie
Gatunki endemiczne jeziora Malawi w Afryce.

## Klasyfikacja
Gatunki zaliczane do tego rodzaju:
- Gephyrochromis lawsi
- Gephyrochromis moorii

Gatunkiem typowym jest Gephyrochromis moorii.